# Ярмила Менцлова
Я̀рмила Мѐнцлова е българска танцьорка, хореографка и педагожка от чешки произход, танцувала на европейските сцени през XX век. По заръка на Петър Дънов прави описание на създадената от него Паневритмия, публикувано за пръв път във Франция през 1984 г.

## Биография
Ярмила Менцлова е родена на 24 февруари 1907 г. в Хасково в семейството на чеха Йозеф Менцл, един от основателите на съвременното овощарство в България, и съпругата му Тереза. През 1916 г. семейството се премества в София. Ярмила учи във френския пансион „Свети Жозеф“. След посещения на спектакли в Софийската опера тя решава да се посвети на изкуството на танца.
Заминава да учи класически танц в Милано (Италия), където през 1930 г. завършва следването си. След това заминава за Париж, където се установява и остава до 1943 г. Усъвършенства изкуството си, възприема нови идеи и тенденции в танца и в пластичните изкуства, които се проявяват във френската столица. Изучава „свободния танц“ на Айседора Дънкан. Сътрудничи с немската експресивна школа на Хайнц Финкел (избягал в Париж от нацистите хореограф, композитор и танцьор) и танцьора Лудолф Шилд, участва в представления с тяхната група. Сътрудничи и в школата на лекарката Хелес-Абилея, която ѝ разкрива своя метод за влиянието на движенията върху тялото и духа на човека.
В периода от 1935 до 1943 г. Ярмила Менцлова изнася с голям успех серия от танцови рецитали в театрални зали в Париж: във Висшето педагогическо училище по музика (Екол нормал), Театъра на творчеството (Théâtre de l'Œuvre), зала „Плейел“ (Salle Pleyel), Клуб дьо Франс и др. Танцува с успех и в други европейски столици.
През 1941 г. по време на свой спектакъл е забелязана от Жeни Каре, която я включва в създаването на постановката на балета „Манфред“ в Гран Пале, станала театрално събитие на годината. Парижката преса отбелязва нейния принос: „Големите пластични и вокални ансамбли са грижливо определени от Ярмила Менцлова, за да може оркестърът на Сдружението за концерти към Консерваторията на Ж. Клое да изпълни с перфектно съвършенство прочутата партитура“ (Le Matin). Също така успешно е представлението „Отдаване на себе си“ в Гран Пале на Е. Брасьор, в което постановката на пластичния ансамбъл е отново нейна. Пресата отбелязва, че в двете постановки се е разкрило „гъвкавото оригинално и привлекателно изкуство на Ярмила Менцлова“.
Освен танцовите си изяви, като педагог тя създава своя частна танцова школа. Провежда и хореографски курсове. Работи с деца в предучилищна възраст и с ученици, както и с деца в болници.
През 1938 г., при една ваканция в България, тя е представена на Петър Дънов. Разбрал, че е танцьорка, той казва на музикантите да свирят, за да пресъздаде тя с танц музиката на паневритмията. Ярмила прави силно впечатление – чувайки музиката за първи път и без никога да е виждала движенията, тя започва да играе точно както е показвал. Тогава Дънов казва: „Вижте, рекох, какво съответствие има между музика и движение. И който има талант да може да превърне музиката в движение, той намира точните движения за дадената музика“.
След турне в Германия тя се завръща в България в края на 1943 г., но през 1944 г. става трудно да отиде отново във Франция и тя остава в родината си, където я заварва Деветосептемврийският преврат.
През 1945 г. се жени за Крум Въжаров, един от видните ученици на Петър Дънов. През 1947 и 1948 г. е във Франция, като на 6 юли 1948 г. изнася рецитал в залата на Интернационалния архив на танца, акомпанирана от пианистката Марсел Пиколи (майка на Мишел Пиколи). Завръща се в София и работи на различни места: лекторка по ритмика в софийския институт за детски учителки, педагожка, хореографка, ръководи малка група, изнася танцови рецитали, преподава във ВИФ. Хореографка е на спектакъла в Народния театър „Балът на манекените“ от Бруно Ясенски с най-известните български артисти: Хиндо Касимов, Никола Анастасов, Ицхак Финци, Татяна Лолова и др. През 1948 година излиза от печат нейна книга в съавторство с лекарката Елена Тасева: „Ритмични движения за предучилищната възраст“.
Ярмила Менцлова силно усеща липсата на творческата свобода. За този период тя споделя: „Лишена от възможността да практикувам моето изкуство <...> аз се борех с всичко и с всички. Най-мъчителното за мен беше, че трябваше непрекъснато да задържам своите творчески импулси. Всичко, което трябваше да постигна в хореографията, беше предварително осъдено“. За живота си в България Ярмила Менцлова отбелязва не само трудностите: „В България аз намерих светлината, от която се нуждаех. Там аз срещнах <...> един Голям Мъдрец. Известно време слушах неговите лекции и изучавах ритмичните и музикални упражнения. Това Учение беше за мен една отправна точка за психическо и физическо освобождаване. И даже след заминаването му в отвъдния свят, имаше възможност да се прилагат знанията и да се практикуват упражненията. Всичко това ми помогна да отстоявам моите идеи и да издържа докрай“.
В началото на 60-те години Ярмила Менцлова заминава окончателно за Франция, където остава до края на живота си.
Дълги години работи по заръката, възложена ѝ от Петър Дънов малко преди смъртта му – да „оправи“ паневритмията, да напише подобрено ръководство по паневритмия. Успява да завърши първия том и в първото тримесечие на 1984 г. той е издаден в Страсбург.
През една вечер през пролетта на 1984 година е нападната и ударена с тежък предмет по главата. След усложнения умира на 21 август 1984 г.

## Книги
- Ритмични движения за предучилищната възраст (в съавторство с д-р Елена Тасева). София, 1948
- La Paneurythmie. Le psychisme humain en Union avec l'Harmonie Universelle. Exercices d'initiation de Peter Deunov Beïnça Douno. Volume I. Paneurythmie. Danse, principes, musique. Strasbourg, 1984. Прев. на бълг.: Паневритмия. Човешката душа в единство с Всемирната хармония. София, 2015, 2016, 2017, 2023.